# Operación Orkan-91

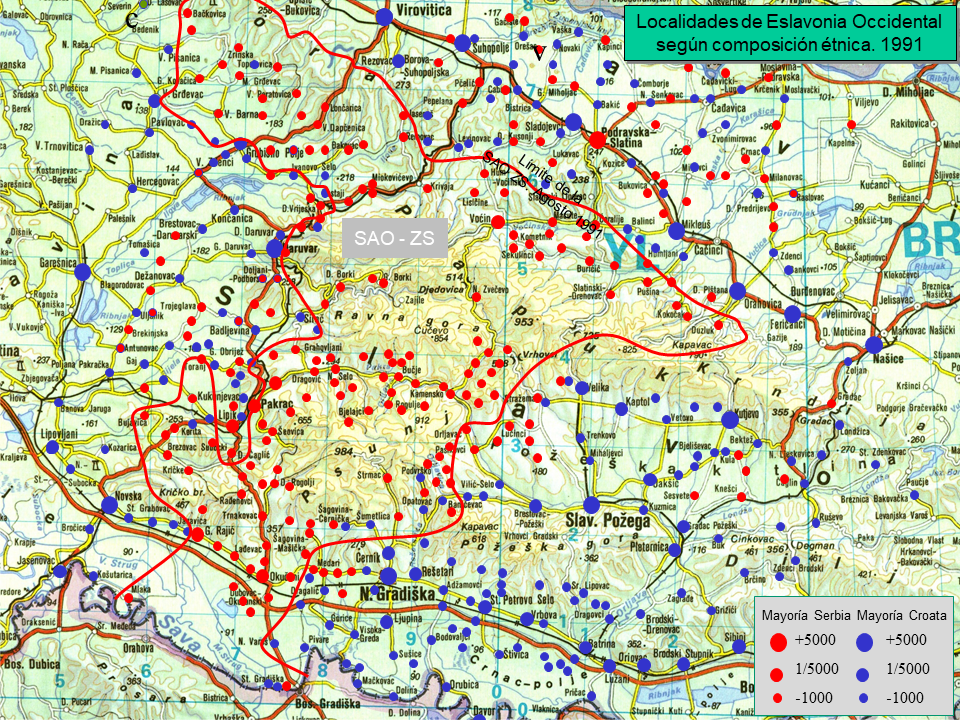
Localidades de Eslavonia Occidental según mayoría étnica. Censo 1991

La Operación Orkan-91 (en croata: Huracán-91) fue una ofensiva general de la Guardia Nacional Croata (ZNG) (renombrada el 4 de noviembre de 1991 como Ejército Croata - HV) llevada a cabo en la región de Posavina de Eslavonia Occidental entre el 29 de octubre de 1991 y el 3 de enero de 1992 contra las tropas yugoslavas que mantenían el dominio en el lugar. 
Los sectores bajo control del Ejército Popular Yugoslavo (JNA) con apoyo de milicias serbocroatas que fueron escenario de la operación, se ubicaban en las antiguas municipalidades de Kutina, Novska y Nova Gradiška. Orkan-91 se enmarcó en otras dos operaciones ofensivas exitosas del ZNG en Eslavonia Occidental:
- Operación Otkos-10 (31 de octubre - 6 de noviembre de 1991). Ocupación croata de las alturas Bilogora, unos 370 km².
- Operación Papuk-91 (28 de noviembre - 25 de diciembre de 1991). Ocupación de Papuk, unos 1230 km².

El resultado fue un éxito parcial croata (675 km² que abarcaban a 21 asentamientos) ya que gran parte del terreno disputado se mantuvo bajo poder del JNA. El objetivo croata de liberar la región no fue llevado a cabo por Orkan-91 sino por la Operación Bljesak recién en mayo de 1995. Las milicias serbias y el JNA quedaron bajo dominio de un amplio sector (unos 575 km²).

## Antecedentes

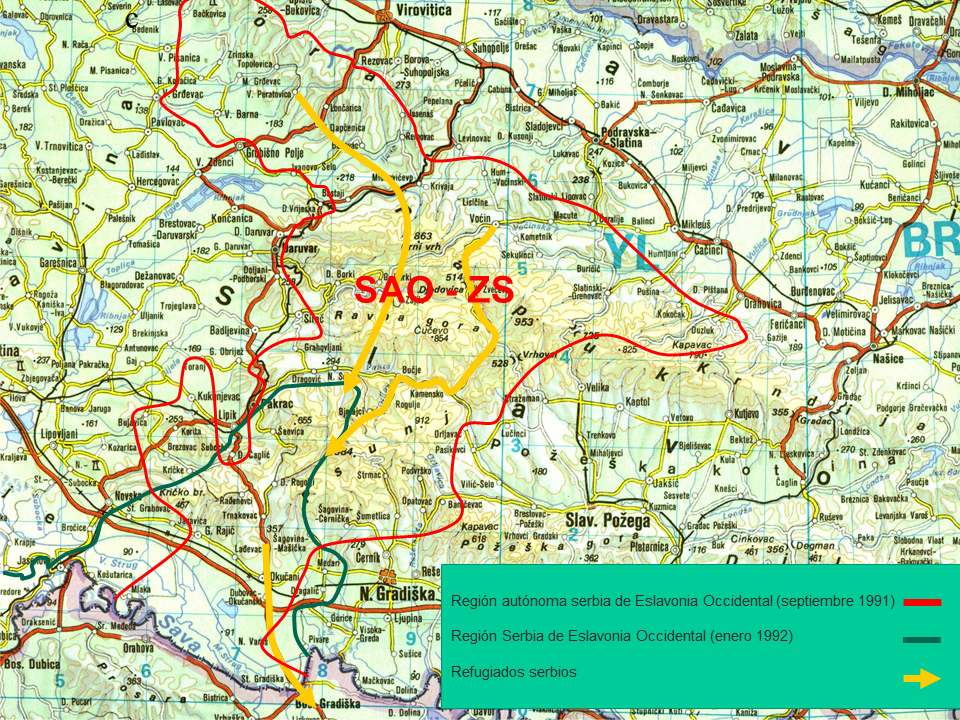
Evolución del sector bajo dominio serbio en Eslavonia Occidental desde septiembre de 1991 a enero de 1992

Las elecciones multipartidarias de 1990 en Croacia (entonces parte de Yugoslavia) incrementaron las tensiones interérnicas entre los croatas, que buscaban su independencia y la minoría serbocroata que se oponía a las intenciones separatistas. El conflicto se incrementó paulatinamente hasta que el 12 de agosto de 1991, en la sesión del comité del SDS de Eslavonia Occidental, se promulgó la creación de la Región Autónoma Serbia de Eslavonia Occidental (SAO-ZS). La medida se realizó a los efectos de organizar políticamente al área e iniciar negociaciones con el gobierno croata para prevenir la guerra. En esa sesión es elegido presidente de la SAO ZS, Veljko Džakula. En el momento de la declaración, comprendía Pakrac, Daruvar, Grubišno Polje, Podravska Slatina, partes de Orahovica y Okučani (sector escindido de la entonces municipalidad de Nova Gradiška).
El levantamiento se concretó, inicialmente con el emplazamiento de barricadas en sectores controlados por los serbocroatas y la movilización de su estructura militar. Yugoslavia (fundamentalmente Serbia y Montenegro) reaccionó militarmente a la situación y apoyó a la minoría serbia que habitaba en Croacia.
Los principales asentamientos que quedaron bajo poder serbio y yugoslavo eran, según las antiguas municipalidades:
- Nova Gradiška: Stara Gradiška, Okučani, Boričevci.
- Novska: Rajić, Jagma, Jasenovac, Lovska, Kričke y Subocka.
- Kutina: Bujavica.
- Podravska Slatina: Bokane, Ćeralije, Macute, Rijenci, Smude y Voćin.
- Grubišno Polje: Velika Dapčevica, Gornja Kovačica, Lončarica, Mala y Velika Barna, Mali Grđevac, Mala y Velika Peratovica y Topolovica.
- Daruvar: Veliki Bastaji, Gornja y Donja Vrijeska, Koreničani.
- Pakrac: Bučje, Donji Čaglić, Japaga, Kraguj, Kusonje, Šeovica.
- Virovitica: Jasenaš,

La creación de la Región Autónoma Serbia de Eslavonia Occidental implicó para Croacia:
- La conexión entre la parte central de la República de Croacia y Eslavonia Oriental fue cortada en las conexiones Bjelovar - Pakrac - Požega - Osijek y en el eje sur (autopista, ruta vieja y ferrocarril) que conecta Zagreb - Lipovac - Belgrado.
- La conexión de la parte central de la República de Croacia con la ruta de Eslavonia Oriental - Podravska se colocó bajo el control de fuego de la artillería yugoslava/serbia por lo que el tránsito se llevó a cabo a través de Gornji Miholjac.

El conflicto abierto a partir de agosto de 1991 originó la presencia en Posavina de tropas del JNA procedentes de Bjelovar (una Fuerza de Tareas) y de Bosnia a partir de septiembre (gran parte del 5.º Cuerpo del Ejército Popular Yugoslavo).

## Fuerzas en presencia

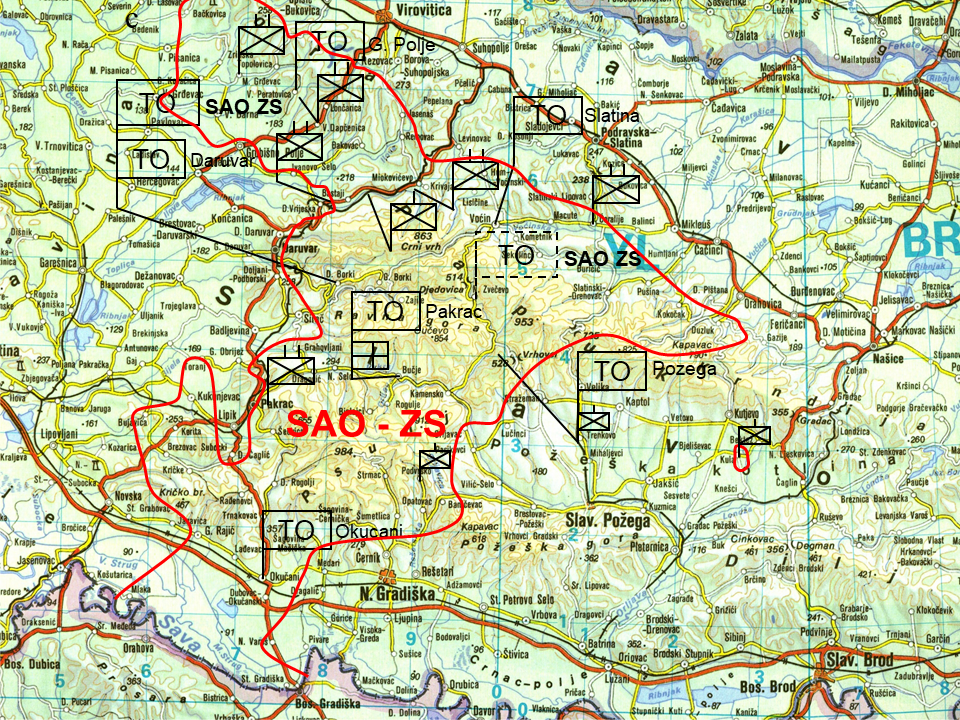
Sector aproximado ocupado por los serbocroatas a inicio de septiembre de 1991 en Eslavonia Occidental.

### Fuerzas Yugoslavas y Serbias

#### Ejército Popular Yugoslavo (JNA)
Las tropas del Ejército Popular Yugoslavo (JNA) desplegadas en Eslavonia Occidental llegaron a alcanzar a unos 12.825 efectivos. Incluían unos 100 tanques y unas 120 piezas de apoyo de fuego de todos los calibres. A ellos se les agregaron las milicias serbocroatas y unos 675 voluntarios serbios procedentes de Serbia.
El comando del 5.º Cuerpo del Ejército Popular Yugoslavo ejercía la responsabilidad de la conducción de las operaciones en Eslavonia Occidental. Su distribución de tropas era:
- Sector Novska: 
  - 16.ª Brigada Proletaria Motorizada. Cruzó el río Sava el 15 de septiembre y fue empeñada hacia el oeste (Novska).[3] Debió destacar un batallón a la 329.ª Brigada Blindada.
  - Batallón Mecanizado de la 265.ª Brigada Mecanizada (procedente de Bjelovar). Inicialmente en Okučani desde el 17 de agosto: Luego se unió a la 16.ª Brigada Proletaria.
  - Un batallón de la 2.ª Brigada Partisana en apoyo a la 16. Brigada. En noviembre de 1991, se desplegaron unidades de la 2.a Brigada en las aldeas de Voćarica y Paklenica y desde el 8 de diciembre, en el área entre las aldeas de Donji Čaglić y Donja Subocka.[4]
  - Un batallón de las Fuerzas de Defensa Territorial (TO) Okučani.[1]
- Sector Jasenovac: 10.a División Partisana con la 1.a y 6.ª Brigada Partisana. Sector de Jasenovac - Mlaka. Parte de sus tropas desplegadas en Bosanska Dubica.[4][5]
- Sector Bair, Motel Trokut, Lovska, Korita:
  - 343.ª Brigada Motorizada. Cruzó a Eslavonia Occidental el 19 de septiembre en dirección Lipik - Pakrac. Debió agregar un batallón a la 16.a Brigada Proletaria.[6][7] Desde fin de octubre hasta mediados de noviembre fue relevada por la 14.a Brigada Partisana del 12.° Cuerpo (Novi Sad).[4]
  - En la segunda mitad de noviembre de 1991, la 122.ª Brigada de Infantería Ligera recién establecida de Banja Luka se desplegó en el área de Eslavonia Occidental, hasta que el 6 de diciembre fue transferida del área de Gornji Varoš - Uskoci a Gornji Čaglić.[4]
- Sector Lipik - Donji Čaglić - Pakrac: 
  - 5.ª Brigada Partisana (Kozara). Cruzó el Sava el 25 de septiembre,[8] se desplegó brevemente en el sector Nova Gradiška y luego es trasladada más al norte (Velika y Mala Dereza).[9]
  - Destacamento TO Lipik (de las TO Pakrac); Destacamento TO Pakrac; Voluntarios serbios.[1]
- Sector Nova Gradiška:
  - La 329.ª Brigada Blindada.[10] Pasaje del río Sava se produjo a mediados de agosto. Detenida sobre el canal Strug, a mediados de septiembre se dirigió hacia Nova Gradiška con la intención de desbloquear las guarniciones JNA en Đakovo y Našice y para fusionarse con el Cuerpo Novi Sad y la 1.ª División de Guardias (procedentes del Eslavonia Oriental).[11]
  - Destacamento TO Nova Gradiška; Voluntarios serbios.[1]
- Apoyos: Regimiento JNA de Artillería Mixta 5; Regimiento JNA de Artillería Antitanque 5 y Regimiento JNA de Artillería Ligera de Defensa Aérea 5. 5.ª Fuerza Aérea; apoyos de las 117.a Brigada de Aviación de Bihać y 111.° Regimiento de Helicópteros en Zalužani, que se formó a partir de la 111.a Brigada de Aviación de Zagreb. Estas unidades fueron asistidas con una parte de la Fuerza Aérea de la 98.° Brigada Aerotransportada de Pula con el 247.° Escuadrón de caza Skopje.[4]

El despliegue del JNA y de las milicias serbias se fue modificando conforme se producían las rotaciones o llegaban refuerzos. Al 19 de diciembre, el dispositivo era:
- Eje Novska - Okučani (Paklenica; Voćarica): 16.ª Brigada Proletaria Motorizada del Ejército Popular Yugoslavo.
- Este de Pakrac, con posiciones más adelantadas en Dereza: 5.a Brigada Partisana
- Eje Nova Gradiška - Okučani, desde el río Sava hasta Širinci: 329.ª Brigada Blindada.
- Donji Čaglić: 112.a Brigada de Infantería Ligera.
- Kričke - Subocka: 343.ª Brigada Motorizada del Ejército Popular Yugoslavo.
- Jasenovac: 10.a División Partisana con la 11.a Brigada en la aldea y la 6.ª Brigada operando desde el margen derecho del río Sava.
- Fuerzas de defensa territoriales bajo el comando unificado de las TO Okučani desde el 4 de noviembre y bajo la dirección de la brigada con comando en la zona.

#### Milicias Serbocroatas
Las milicias serbocroatas se encuadraban en las Fuerzas de Defensa Territorial de la autoproclamada Región Autónoma Serbia de Eslavonia Occidental (TO - SAO ZS). En octubre de 1991, las TO - SAO ZS disponían (sin contar Okučani y Novska) de unos 7.000 combatientes distribuidos en 10 batallones (42 compañías) y un destacamento independiente. Inicialmente, su puesto comando estaba ubicado en complejo hotelero Rade Končar en Novo Zvečevo (Papuk), junto al gobierno de la SAO. Funcionó allí hasta el 14 de diciembre, cuando tropas croatas ocuparon el lugar.
El Teniente Coronel Milan Lončar era su Comandante. El 26 de noviembre fue reemplazado por el Coronel Jovan Trbojević, oficial del JNA. De esta manera, al designarse un Comandante de las TO Eslavonia Occidental y el establecimiento de su Comando, puso fin a la subordinación directa de las unidades TO directamente del JNA. Desde entonces, todas las acciones debían ser coordinadas con el 5.° Cuerpo debía ser realizado a través del Comando TO Eslavonia Occidental.
Bajo la dependencia del Comando de las TO SAO-ZS, se encontraban siete comandos municipales de las TO: Pakrac, Daruvar, Grubišno Polje, Podravska Slatina, Slavonski Požega, Okučani y Novska). En Posavina, los combatientes locales se habían organizado en las TO Novska con 340 miembros, TO Okučani con 500 mientras que se podía suponer que había más de 160 miembros de la TO de Pakrac (desplegadas en las aldeas de Korita, Jagma, Subocka, Livađani, Donji Čaglić, Gornji Čaglić, Kovačić).
El 4 de noviembre de 1991, el Teniente General Nikola Uzelac, Comandante del  5.° Cuerpo impartió la orden sobre la unificación de las unidades TO en el área de Okučani, Novska, Bijela Stijena y Nova Gradiška colocándolas a la orden del comando TO Okučani. Simultáneamente designó al Capitán de 1.a Clase Radovan Narandžić al comando de esas fuerzas.

### Croatas
A inicios de octubre de 1991, las posiciones croatas en Eslavonia Occidental se encontraban en una situación crítica ante la ofensiva Yugoslava. Debido a la penetración el 5.º Cuerpo del JNA, por la situación de las tropas que estaban mal armadas, su escasez, el poco apoyo de artillería y la descoordinación existente el Estado Mayor Croata tomó la decisión de reestructurar el comando y control en la región. El 8, el Comandante de la Guardia Nacional Croata (ZNG), general Anton Tus, ordenó el establecimiento del Grupo Operativo Posavina (OG Posavina), que operaría en las áreas de Kutina, Novska (entonces parte de la 3.a OZ Zagreb) y Nova Gradiška (parte de la 1.a OZ Osijek). La OG Posavina dependería de la OZ Zagreb.
El 9 de octubre de 1991, se hizo cargo del OG el Coronel Rudy Stipčić con puesto comando en Lipovljani. El sector de responsabilidad incluía las fuerzas de Nova Gradiška, Novska y en el municipio de Pakrac al sur de la línea Poljana - río Pakra - Donji Čaglić (incluida). El 28 de diciembre, el teniente coronel Rozarijo Rozga reemplazó a Stipčić que fue nombrado comandante de la Zona Operacional Zagreb.
Las fuerzas de la Guardia Nacional Croata (ZNG) / Ejército Croata (HV) en Eslavonia Occidental estaban organizados en:
- 3.a Zona Operacional (3. OZ) Zagreb
  - Grupo Operativo (OG) Posavina (14.760 miembros).  
    - Sector Novska: 125.a Brigada; 1.ª Brigada de la Guardia; 117.a Brigada; Batallón Independiente 56; Batallón Independiente 65; Batería 76 mm; Batería 155mm; Regimiento de Artillería Mixto 15. A partir de noviembre fue reforzado por 151.a Brigada; 1/153.a Brigada;  Batallón Independiente 51; Batallón Independiente 53.
    - Sector  Nova Gradiška: 121.a Brigada; 108.a Brigada; 99.a Brigada; 1/149.a Brigada; Batería 130mm. Destacamentos de la 1.ª Brigada de la Guardia y 3.ª Brigada de la Guardia, tempranamente replegados.
- 2.a Zona Operacional (2. OZ) Bjelovar (11.123 miembros): 127.a Brigada; 123.a Brigada; 136.a Brigada; Batallón Independiente 52 y Grupo Artillería 122 / 155mm. 
  - Grupo Operativo (OG) Pakrac: 1/105.a Brigada; 104.a Brigada; Batallón Independiente 75 y Batallón Independiente 65.

Al 30 de noviembre, las unidades del OG Posavina desplegadas en el sector de Novska eran la 1.ª Brigada de la Guardia (950 miembros); 125.ª Brigada (1.893); 117.a Brigada (295); Batallón Independiente 51 (150); Batallón Independiente 53 (458); Batallón Independiente 56 (90); Batallón Independiente 65 (16); 2/153.ª Brigada (352) y Grupo de Artillería de la OG Posavina (182). El límite con el OP Pakrac corría por el río Pakra.

## Plan de la Operación Ofensiva

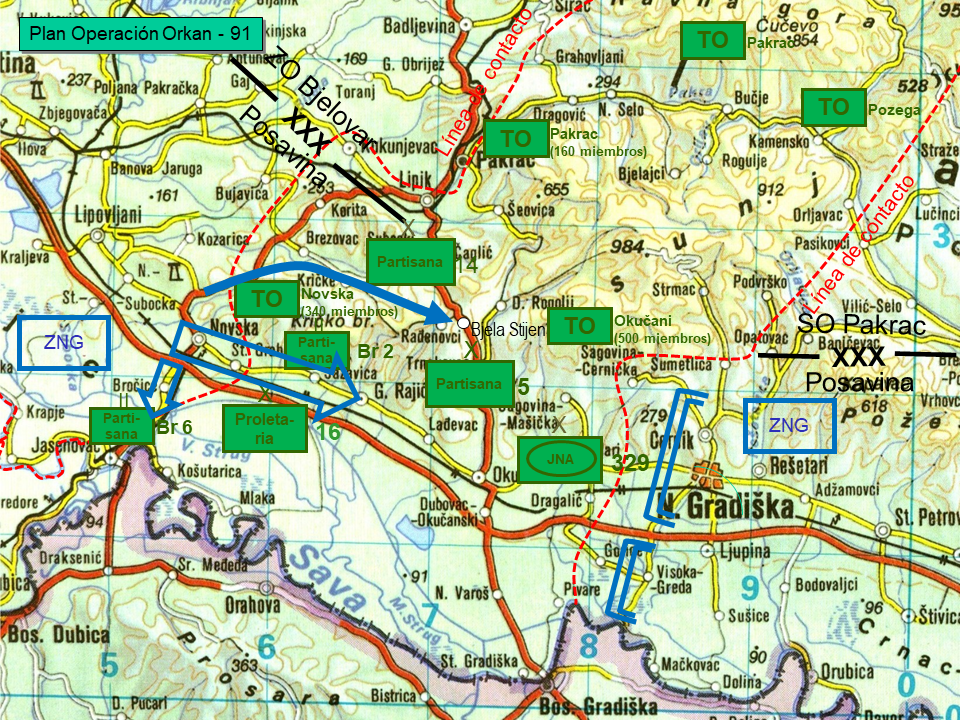
Plan para la Operación Orkan-91.

El 27 de octubre de 1991, el comando de la ZNG impartió la orden a las Zonas Operacionales Bjelovar y Zagreb de comenzar operaciones ofensivas antes del 28. La operación se denominaría Orkan-91.
Las órdenes preveían una acción ofensiva en tres direcciones: Novska - Gornji Rajić - Okučani como ataque principal; Nova Gradiška - Okučani al este; Lipovljani - Bair - Donji Čaglić al norte y Krapje - Jasenovac - Košutarica en el sur como ataques secundarios. Estaba previsto dos etapas durante dos o tres días. En la primera, se planeó avanzar en la dirección Voćarica - Bair - Motel Trokut y en la segunda en la ruta Stara Gradiška - Okučani - Lipik. La tercera etapa consistía en destruir las fuerzas rodeadas. El tiempo dado para la preparación fue muy demandante. Para ello, la distribución de fuerzas del OG Posavina sería:
- en el área de Novska: 1.ª Brigada de la Guardia; 125.ª Brigada; Batallón Independiente 65 (Ivanic Grad); 151.° Brigada; 117.° Brigada; 105.° Brigada; 1 / 153.° Brigada; Batallón Independiente 51;  Batallón Independiente 53;  Batallón Independiente 56;  Batallón Independiente 65; Compañía independiente de la 100.° Brigada; Compañía HOS; Batería SO 76 mm; Batería 155mm; Batería 128mm OGANJ; Batería ADA 15.
- en el área de Nova Gradiška: 121.° Brigada; 108.° Brigada; 99.° Brigada; 1 / 149.° Brigada; batería 130 mm.

## Desarrollo de la Operación
La operación Orkan-91 comenzó a las 0600 del 29 de octubre de 1991 y se implementó en dos fases.
- La primera fase, de 10 días, terminó el 9 de diciembre de 1991. Se ocupó en el sector noreste de Novska las aldeas de Bair, el motel Trokut, Lovska, Popovac, Brezovac y Livađani. En el sector de Nova Gradiška se atacó Čečevac, Šnjegavić, Golobrdac y Sinlije. Área total de ocupada por los croatas 370 km².
- La segunda fase comenzó el 8 de diciembre y duró hasta el inicio del Plan Vance con el alto el fuego acordado en Sarajevo para el 3 de enero de 1992. Durante este período, las aldeas del sector Novska ocupadas por los croatas fueron Korita, Jagma, Donjia y Gornja Subocka, Gornja y Donja Kričke. El sector de Nova Gradiška fueron Šagovina Mašička, Žuberkovac, Širinci, Smtrtić y Pivare. Área total de 350 km².

### Primera Fase
La primera fase (hasta el 9 de diciembre) logró un éxito significativo, deteniendo el avance del JNA y las milicias serbias. La ruta Novska - Lipik fue donde se desarrollaron la mayoría de los combates y mayores progresos tuvieron los croatas. De los dos sentidos, el oeste (Novska) llevó el esfuerzo principal y el este (Nova Gradiška) tuvo un carácter secundario, fundamentalmente defensivo. Al oeste hubo tres direcciones de ataque:
- Eje centro. Dirección general Novska - Gornji Rajić - Okučani. Con esfuerzo principal.
- Dirección norte. Ruta Novska - Lipik. Dirección general Lipovljani - Bair - Donji Čaglić. Esfuerzo secundario.
- Dirección sur. Dirección general Krapje - Jasenovac - Košutarica. Esfuerzo secundario.

La fase se inició con el ataque del 29 de octubre, en cumplimiento de la orden inicial. El 12 de noviembre, el comandante OG Posavina emitió una nueva, la Nro 3. El 22, emitió la Nro 4, estableciendo que la 1.° Brigada, 125.° Brigada, 117.° Brigada, 8.° Brigada, 121.° Brigada , 108.° Brigada, 99.° Brigada, Batallón Independiente 56,  Batallón Independiente 65 y Regimiento Mixto de Artillería debían cortar la comunicación Okučani - Lipik - Daruvar en los próximos dos o tres días, crear las condiciones para nuevas ofensivas y para ocupar Jasenovac. Para el sector Este, la dirección del ataque fue determinada por la dirección de Mašićka Šagovina - Širinci - Trnakovac, con la tarea de interdictar el camino Okučani - Lipik.
Al final de la fase, las posiciones croatas se materializaban a lo largo de Drenov Bok - Bročice - Novska - Stari Grabovac - Novsko brdo - Kričko brdo - Donji Dragojevci (P.A. 257) - Drakulić brdo (P.A. 328) - Čardak (P.A. 319) - Kovačevac Čaglićki - Donja Subocka - altua 243 - Río Pakra - Japaga.

#### Eje centro. Eje Novska - Gornji Raić - Okučani
El 29 de octubre operación comenzó en este eje con la 1.ª Brigada de la Guardia del ZNG conquistando la cresta Pujić - Novsko Brdo - Kričko Brdo (al norte de Roždanik), rodeando desde el norte las posiciones yugoslavas (16.ª Brigada Proletaria Motorizada). Después de eso, intentaron sorprender al JNA y a los serbios cortando la ruta Novska - Okučani en los sectores de Voćarica - Roždanik. Asimismo, intentaron infructuosamente ocupar Jazavica, defendido por el JNA. Ese mismo día, los atacantes se replegaron a las posiciones de partida. Posteriormente, las tropas pasaron a una actitud defensiva y a reconstituir su poder de combate.

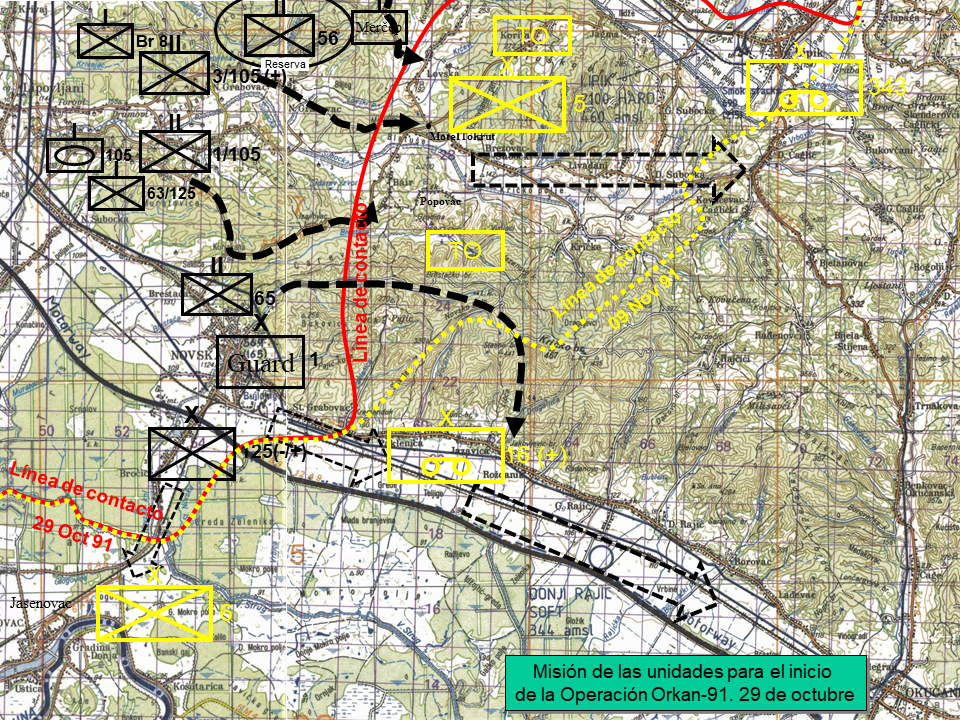
Plan para la Operación Orkan-91 (sector Novska) y líneas de contacto el 29 de noviembre y el 9 de diciembre de 1991

##### Dirección norte.  Ruta Novska - Lipik
Sobre la ruta Novska - Lipik, la responsabilidad del ataque quedó bajo el comando de la 105.ª Brigada ZNG. Las fuerzas incluyeron dos batallones de esa brigada con un escuadrón blindado; una compañía de la 8.a Brigada (Samobor); Compañía Independiente 63 de la 125.ª Brigada; Batallón Independiente 56 (Kutina); Compañía Merčep; Compañía de voluntarios Strasseri (Zagreb).
El 29 se desarrolló el combate del Motel Trokut (45°23′39.42″N 17°02′41.42″E / 45.3942833, 17.0448389) que costó a los croatas 11 muertos y 9 heridos. Entonces, el comando de la 105.° Brigada determinó dos direcciones de ataque, la principal hacia la aldea de Bair y la secundaria hacia el Motel Trokut. La aldea de Bair fue ocupada con éxito, mientras que un enfrentamiento sangriento estalló en el segundo de los lugares. A la tarde se ordenó el repliegue manteniendo Bair. El ataque ocurrió en el momento del reemplazo mal ejecutado de las fuerzas del JNA, entre la 343.a Brigada y la 14.a Brigada Partisana de Vojvodina. Los miembros de la Brigada de Vojvodina afirmaron que los soldados de la 343.a habían abandonado el puesto doce horas antes de su llegada. Bair fue ocupada nuevamente por los yugoslavos cuando una compañía de la 14.a Brigada Partisana y una fracción de las TO Novska ingresaron el 10 de noviembre sin combatir.
El 15 se reanudó la operación con un nuevo ataque en el sector de Bair - Motel Trokut. Las tropas de la 1.ª Brigada de la Guardia y de la 117.ª Brigada pudieron tomar Bair y Popovac pero fracasaron en el Motel Trokut. Al día siguiente, la 1.ª Brigada de la Guardia ocupó Brezovac, Livađani y Donja Kričke. A partir de ese día, la línea croata alcanzó las aldeas de Brezine – Bujavica – Novi Grabovac – Mikuljić brdo – puente sobre el canal Subocka  – Brezovac – Donja Kričke – Novska brdo – Stari Grabovac – Bročice – Drenov Bok – Krapje – Puska.
El 18 de noviembre de 1991, miembros de la 117.ª Brigada HV, del Batallón Independiente 56 (Kutina) y Grupo Merčep ocuparon Lovska, rompiendo en enlace yugoslavo entre el Motel Trokut y Kukunjevac. Se fortaleció así la posición del flanco norte del OG Posavina. Desde ese día, la zona era defendida por la 343.° Brigada del JNA.
El 19, el Motel Trokut estaba rodeado desde Novi Grabovac, Bair-Popovac, Brezovac y Lovska quedándole solo como ruta de repliegue hacia Korita. Esa mañana, la 117.ª Brigada HV ocupó el importante cruce sin mayor resistencia. El 20, miembros de la 1.ª Brigada  ocuparon la parte oriental de Livađani y Donja Kricka. En un mayor progreso, las fuerzas croatas fueron detenidas frente a Donja Subocka.
El 22 de noviembre estaban desplegados en la parte oeste del teatro la  1.ª Brigada de la Guardia, 125.ª Brigada, 117.ª Brigada, 8.ª Brigada, 121.ª Brigada, 108.ª Brigada, 99.ª Brigada, Batallón Independiente 56, Batallón Independiente 65 y Regimiento Mixto de Artillería Anti-Blindada 2. El 23 se reinició el ataque croata pero infructuosamnete.
El 28 de noviembre, la 1.ª Brigada de la Guardia ocupó Gornje Kričke.
El 5 de diciembre, la OZ Bjelovar (al norte del río Pakra) inició la Operación Orada para la recuperación de la ciudad de Lipik y las aldeas de los alrededores (Dobrovac, Kukunjevac, Korita, Jagma y Subocka). Al día siguiente, la ciudad fue tomada, convirtiéndose en la primera en ser tomada por los croatas durante la guerra. El 8 de diciembre se tomó completamente Kukunjevac finalizando la Operación Orada. Esto provocó que las unidades de la 343.ª Brigada Motorizada llegaran a una posición difícil. Parte de sus miembros abandonaron los puestos por lo que el comando del 5.° Cuerpo JNA los reemplazó en Japaga, Kovačevac Čaglićki y Radjenovci con miembros de la 122.a Brigada traídos de Gornji Varoš - Uskoc.
El 7 comenzó un significativo avance de la 1.ª Brigada de la Guardia. Ese día ocupó Korita. Al siguiente, lo hizo con Jagma, continuando su avance hacia Gornja Subocka.
El 9 de diciembre de 1991, las aldeas ocupadas de Gornja Subocka, Donja Subocka y Gornja Krička fueron atacadas y liberadas con éxito.

##### Dirección sur. Jasenovac
En ésta dirección, en el primer día de la ofensiva, 29 de octubre, un elemento nivel batallón de la 125.ª Brigada y una sección del HOS atacaron Jasenovac desde Bročice y Paklenica. El avance se detuvo sobre el Veliki Strug.
El 30 de octubre de 1991, la infantería JNA lanzó un contraataque desde Jasenovac hacia Drenov Bok y el terraplén del Canal Strug. Además, se llevó a cabo un ataque con tanques desde el área de Paklenica. El Batallón 64 de la 125.ª Brigada, enviada desde Drenov Bok, se enfrentó con éxito con las fuerzas enemigas y los detuvo en la línea Krapje - Veliki Strug.
El combate más importante durante Orkan-91 se produjo el 29 de noviembre. Ese día, 40 miembros de la 6.a Brigada Partisana yugoslava hicieron una incursión a través del río Sava y 40 de la 11.a Brigada desde Jasenovac sobre Drenov Bok matando a 18 croatas. Los yugoslavos no pudieron explotar el éxito.

#### Eje Nova Gradiška - Okučani
En la primera fase, las operaciones se dieron casi exclusivamente al norte y sur de la autopista Zagreb - Belgrado y consistieron en ataques mayormente diarios de escaso ímpetu y fuegos de artillería y morteros. Las acciones ofensivas de los croatas se produjeron, fundamentalmente, en las líneas Mašić - Medari y Poljane - Dragalić con escaso movimiento de la línea de contacto hacia el oeste (2 km). El JNA hizo lo propio más al sur, en la dirección Donji Bogićevci - Gorice a las que se sumaban incursiones hacia Mačkovac y Martinovci desde Bosnia.

### Segunda Fase
La segunda parte de la Operación Orkan 91 duró desde el 10 de diciembre de 1991 hasta el alto al fuego del 3 de enero de 1992.
Para su desarrollo, existió una serie de órdenes de ataque. El 6 de diciembre, el comando del OG Posavina emitió una orden Nro 5. Las fuerzas croatas debían atacar a lo largo de las aldeas Livađani - Donji Čaglić y Kricko Brdo - Rajčići - Bijela Stijena con el objetivo de cortar la ruta Okučani - Lipik. La interdicción en el área de Donji Čaglić y Bijela Stijena debía ser realizada dentro de los dos o tres días.  En el sector de Nova Gradiška el ataque debía ir al norte desde Trnava a Ratkovac. En una segunda fase, Jasenovac debía ser ocupada. El inicio se estipuló para el 9 de diciembre. Luego de las acciones derivadas, el 18 una nueva orden llegó al OG. Su contenido era esencialmente el mismo que la del 6 de diciembre de 1991 con disposición de atacar el 19 de diciembre.
El desarrollo de esta fase tuvo escasos movimientos de la línea de contacto, a excepción del avance en la dirección Mašićka Šagovina - Širinci en los últimos días de la operación. Las tropas croatas, que llevaban la iniciativa, a fin de diciembre habían desgastado todas sus fuerzas. Sus capacidades solo podían manifestarse en sabotajes y acciones agresivas de pequeños grupos. Había una fatiga creciente entre sus tropas y falta de munición de los calibres mayores. Contrariamente, el JNA estaban enviando tropas descansadas extra-jurisdiccionales con brigadas que no pertenecían al 5.°Cuerpo. El 26 de diciembre, el comando del OG Posavina impartió una nueva orden de ataque para el 28 de diciembre de 1991 pero las unidades croatas ya no la podían cumplir.
La fatiga también ocurrió dentro de las unidades de la OG Posavina. La 1.ª Brigada tenía el 40% de sus miembros ausentes por pérdidas o por enfermedad. La 151.ª Brigada fue replegada en descanso y para reorganizarse. La 117.ª solo contaba con 190 personas.

#### Eje centro. Eje Novska - Okučani
El reinicio de las operaciones tuvo escasas implicancias en este eje. El 10 de diciembre, el 65.º Batallón Independiente, ocupó posiciones en el área de Novski  brdo y Krič Brdo en el área Crkvište (P.A. 330) - Paklenicka Tromeda - Jazavicka - Zmajevac (P.A. 467) - Kucerina (P.A. 437). Después de ocupar la posición, debió replegarse por el fuerte fuego de artillería del JNA.

##### Dirección Norte. Brezovac - Donji Čaglić / Bijela Stijena
El 10 de diciembre, la 1.ª Brigada HV atacó con tres compañías en dirección a Gornja Kricka - Čardak (319) - Kovačevac Čaglićki con límite sur en dirección a Rajčići. La 117.ª Brigada hizo lo propio en la dirección de Gornja y Donja Subocka hacia Donji Čaglić. El contraataque de la 122.a Brigada del JNA hizo replegar a las tropas del HV. La línea croata quedó Drenov Bok - Bročice - Novska - Stari Grabovac - Novsko brdo - Kričko brda - Donji Dragojevci (P.A. 257) - Drakulić brdo (P.A. 328) - Čardak (P.A. 319) - Kovačevac Čaglićki - Jezera (P.A. 244) - Japaga.
El 11, gran parte de la 1.ª Brigada partió de Kričko Brdo para ocupar la aldea de Rajčići distante a cinco kilómetros, logrando ingresar a la aldea pero después de un fuerte contraataque se vio obligada a retirarse.
El 22 de diciembre, miembros de la 1.ª Brigada de la Guardia y la 100.ª Brigada HV (Zagreb - Centro) reanudaron la Operación Orkan-91 llevando a cabo un ataque contra las fuerzas estacionadas en Donji Caglic y Kovačevac Čaglićki. Aunque las fuerzas de la 1.ª Brigada lograron llegar a la línea de la altura Čardak, sobre el puente sobre el río Subocka, las fuerzas del JNA lograron resistir los ataques por lo que tuvieron que retirarse.
El 28 de diciembre, los croatas ejecutaron un nuevo ataque a Rajčići desde cuatro direcciones logrando ocupar la parte central de la aldea y conquistar la altura Čardačić (P.A. 427). El JNA contraatacó desde Milisavci obligando el repliegue del HV.

##### Dirección sur. Jasenovac
En la fase no hubo acciones mayores. El 22 de diciembre de 1991, el JNA lanzó un ataque hacia Drenov Bok que fue repelido. El 3 de enero, la 125.a Brigada realizó un ataque moviendo la línea del frente a lo largo del paso elevado en el pueblo de Bročice al paso superior al sur de Stari Grabovac, donde ocuparon un pabellón de caza en el bosque Greda Zelenika, un paso elevado en la ruta (P.A. 97.2) y una camino a lo largo del arroyo Pujić (P.A. 91.5).

#### Eje Nova Gradiška - Okučani
En la segunda fase se mantuvo el esfuerzo principal del JNA en la dirección Gorice, aunque sin éxitos. Contrariamente, los croatas pusieron el esfuerzo principal del ataque en la dirección de Mašićka Šagovina - Širinci - Trnakovac para cortar el camino Okučani - Lipik conjuntamente con el esfuerzo proveniente del oeste. Allí pudieron avanzar ocupando el 19 de diciembre, con cuatro compañías, Mašićka Šagovina, la que estaba defendida por cien miembros provenientes del JNA, TO y del grupo "Bele orlove" de Šešelj. Eso les permitió avanzar hacia Gornja Trnava aunque sin ocuparla.
El 10 de diciembre se desarrolló la Acción Gradina. En ella, miembros de las Brigadas 121 (Nova Gradiška) y 123 (Požega) liberaron a las aldeas de Snegovic, Golobrdac, Čečavac, Sinlija, Opršinac, Vučjak y Resavica de los municipios de Nova Gradiška y Požega, en las laderas orientales de Psunj.
El 23, la 121.a Brigada y la 108.a del HV atacaron con éxito Trnava y la ocuparon.
En el área de los bosques de Prašnik, se ocupó la aldea de Novi Varoš el 31 de diciembre. Por orden superior, la aldea fue abandonada para contribuir en el ataque de Širinci. Esta última, fue ocupada por los croatas el 3 de enero, momentos antes que comience a regir el alto al fuego acordado el 2 de enero de 1992 en Sarajevo entre representantes de Croacia y el JNA. Al día siguiente, el JNA llevó a cabo un ataque infructuoso con la intención de recuperar su posición perdida en día anterior. La línea divisoria no cambió hasta mayo de 1995.

## Consecuencias

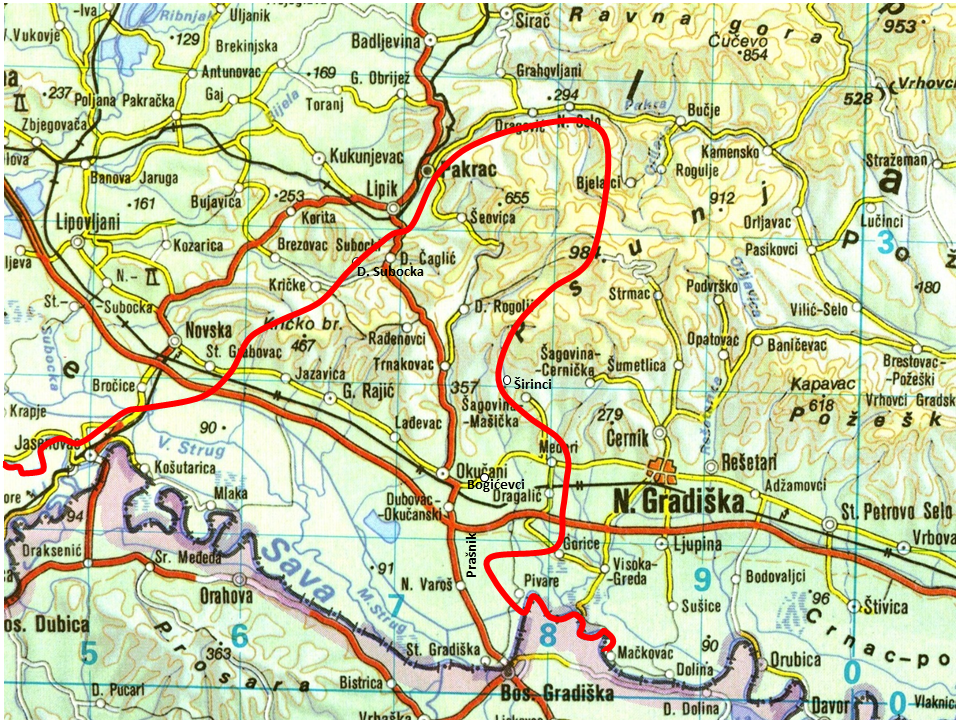
Línea del cese al fuego en enero de 1992

La línea croata alcanzada el 3 de enero de 1992 en el sector Oeste (Novska) corría por los lugares y aldeas de Puska - Krapje - Drenov Bok - Bročice – canal Strug – Mokro polje - paso elevado en la ruta al sur de Stari Grabovac - Sisvete - Crkvište (P.A. 330) - Novsko Brdo - Tromeđa Paklenička – Tromeđa Jazavička - Kričko brdo – Gornje Kričke – Donja Subocka – Gornja Subocka – río Pakra (P.A. 138). En el sector Este (Nova Gradiška) lo fue a lo largo de la línea de relej Psunj – Kik (P.A. 820) – Vezetna strana – Putevi – Širinci – P.A. 209 – P.A. 204 – Trnava (parte norte del pueblo) - Medari (exclusivamente) – Poljane – Gorice (parte oriental) – Pivare - Mačkovac.

### De Índole Estratégicas y Operacionales
El resultado de la operación le permitió a los croatas:
1. Colocar bajo su soberanía unos 675 km² incluyendo 28 asentamientos. En el entonces municipio de Novska lo fueron las aldeas de Bair, Popovac, Brezovac, Lovska, Gornje Kričke y Donje Kričke, el cruce del Motel Trokut y el área de Novsko Brdo y Kričko Brdo al norte de la comunicación Novska - Okučani. En el municipio de Pakrac se liberaron las ciudades de Livađani, Korita, Jagma, Gornja Subocka y Donja Subocka. En el municipio de Nova Gradiška, Golobrdac, Sinlije, Masićka Šagovina, Žuberkovac, Širinci fueron liberados.[19]
2. Los 675 km² de territorio en Posavina (Novska y Nova Gradiška) se sumaron a los aproximadamente 370 km² del área de Bilogora (Grubišno Polje) (Operación Otkos-10) y 1.230 km² de Papuk (Operación Papuk-91) que pasaron a su soberanía.
3. Detener el avance de las tropas del 5.º Cuerpo del Ejército Popular Yugoslavo en dirección a Virovitica, Varaždin, Bjelovar o Koprivnica.
4. Evitar todo avance hacia Nova Gradiška y a Novska.
5. Llegar en buenas condiciones para el alto al fuego y lograr una pausa operacional ante el cansancio de sus tropas mientras que el JNA se encontraba reforzando el frente e incrementando el efectivo de sus brigadas.

Por otro lado, el JNA logró transitoriamente: 
1. Ocuparon un espacio que por su ubicación interrumpía el ramal ferroviario y la autopista que conectaba Zagreb con el este del país, ocupaba parte de la ciudad de Pakrac y amenazaba a Novska y Nova Gradiška.[32]
2. Brindaron a la minoría serbia un lugar donde residir y disminuir la cantidad de refugiados.

### Bajas
Las bajas del HV fueron 246 miembros muertos en combate, de los cuales 151 lo fueron en el Oeste (Novska) y 94 al Este (Nova Gradiška). Un número similar lo expresó el comandante croata de la operación, Rudi Stipčić: 253 (2% de los combatientes) muertos y 557 (4%) heridos. De ellos, 165 muertos y 88 heridos fueron en el sector Novska, el resto en Nova Gradiška. La misma fuente, señala como bajas del JNA y serbios a 184 muertos y 595 heridos).